# Rishtey (série télévisée)
Ne doit pas être confondu avec Rishtey (film).
Rishtey est une série télévisée indienne qui a été diffusé de 1998 à 2001 sur la chaîne Zee TV. Elle présente de petites histoires de relations humaines. La série met en lumière l'essence de la vie et met en avant les différents aspects des relations humaines, comme les maris et les femmes, les amoureux, les parents et les enfants, les amis et les frères et sœurs. Chaque épisode plonge dans la vie complexe des personnages, leurs circonstances et leurs émotions les plus profondes.

## Distribution (partielle)
- Rajendranath Zutshi (en)
- Suchita Trivedi (en)
- Alok Nath
- Rajeev Paul (en)
- Aman Verma (en)
- Anita Kanwal (en)
- Ajay Nagrath (en)
- Gauri Karnik